# Panamerički kup u hokeju na travi za žene 2004.
2. Panamerički kup u hokeju na travi za žene  se održao 2004. godine.
Krovna međunarodna organizacija pod kojom se održalo ovo natjecanje je bila Panamerička hokejska federacija.

## Mjesto i vrijeme održavanja
Održao se na Barbadosu u gradu Bridgetownu od 21. do 28. travnja 2004.

## Natjecateljski sustav
Ovaj kup je ujedno bio i izlučnim natjecanjem za SP 2006. u Madridu, u Španjolskoj. Pobjednice su stjecale izravno pravo sudjelovanja na SP.
Natjecanje se igralo u dva dijela. U prvom dijelu se igralo po ligaškom sustavu u dvjema skupinama. Za pobjedu se dobivalo 3 boda, za neriješeno 1 bod, a za poraz nijedan bod. 
U drugom dijelu se doigravalo za poredak. Igrala se po jedna utakmica. 3. i 4. djevojčad iz obiju skupina su unakrižno doigravale za poredak od 5. do 8. mjesta. Pobjednice u unakrižnim susretima su igrale za 5., a poražene za 7. mjesto. 1. i 2. djevojčad iz obiju skupina su unakrižno doigravale za poredak od 1. do 4. mjesta. Pobjednice susreta poluzavršnice su igrale završnicu, za zlatno odličje, a poražene su igrale susret za brončano odličje.

## Sastavi

### Argentina
Vukojicic, Ferrari, Burkart, Aicega, Margalot, González Oliva, Stepnik, Doreski, Hernández, Rodríguez, Di Giácomo, Aymar, Gulla, García, Arrondo, Russo. 

Trener: Sergio Vigil

### Barbados
Als, Maynard, Browne, Clarke, N. Brathwaite, Thompson, Greaves, Phillips, Drakes, Warner, Murray, Chrichlow, P. Brathwaite, Kellman, Howard. 

Trener: Peter Norville

### Čile
Abud, Thiermann, Martín, Wenz, Debesa, P. Infante, Denise Infante, C. Infante, Daniela Infante, Walbaun, Villagra, Wilson, García, Fernández, Matus, Albertz. 

Trener: Luis Ciancia.

### Kanada
Forbes, Mac Lean, Hunt, D'Abreo, Rushton, Simpson, Johnstone, Timmer, Jameson, Rezansoff, Tauton, Cuthbert, Leslie, Magnus, Hume.

Trener: Kimo Linders

### Nizozemski Antili
Hartmans van de Rijdtm, Kokkeler, van Bisbergen, Dennert-Kleijn, Thies, Hanstede, Gonesh, Dumas, Muys, Mellena, van den Barselaar, Mulder, Visser, Wellensm van Asma,. 

Trener: Patrick van Bergen

### Trinidad i Tobago
Jacob, Richardson, Edghill, Hector, Lewis, Aming, Siu Butt, Layne, Ella Tang, Luces, Abreu-Cockburn, Padmore, Wynne, Trotman, Dixon- James. 

Trener: Ian Harris

### SAD
Tran, Beach, Lingo, Larson, Wooley, T. Smith, Keller, Jelley, Barber, Fuchs, Loy, Rizzo, K. Smith, McCann, Fronzoni, Gannon. 

Trenerica: Beth Anders

### Urugvaj
Fazzio, Bisignano, Raiz, Saquero, Dupont, Ceretta, Chaira, Bueno, Rebollo, Carluccio, Margni, Gibernau, Casabó, Tilve, Christiani. 

Trener: Cristián González

## Natjecanje

### Prvi dio - natjecanje u skupini
- skupina "A"

U skupini "A" su igrale Argentina, Čile, Kanada i Nizozemski Antili.
```
srijeda, 21. travnja

 Čile - 
 Niz. Antili           6:0

 Argentina - 
 Kanada           4:1

četvrtak, 22. travnja

 Kanada - 
 Niz. Antili         8:0

 Argentina - 
 Čile            11:0

subota, 24. travnja

 Kanada - 
 Čile                2:0

 Argentina - 
 Niz. Antili     16:0
```

Završna ljestvica skupine "A":
| Djevojčad   | Ut | Pb | N | Pz | Pr | Ps | RP  | Bod |
| ----------- | -- | -- | - | -- | -- | -- | --- | --- |
| Argentina   | 3  | 3  | 0 | 0  | 31 | 1  | +30 | 9   |
| Kanada      | 3  | 2  | 0 | 1  | 11 | 4  | +7  | 6   |
| Čile        | 3  | 1  | 0 | 2  | 6  | 13 | −7  | 3   |
| Niz. Antili | 3  | 0  | 0 | 3  | 0  | 30 | −30 | 0   |

- skupina "B"

U skupini "B" su igrale Barbados, Trinidad i Tobago, SAD i Urugvaj.
```
srijeda, 21. travnja

 SAD - 
 Trinidad i Tobago      9:0

 Barbados - 
 Urugvaj           1:5

četvrtak, 22. travnja

 Urugvaj - 
 Trinidad i Tobago 1:0

 Barbados - 
 SAD               7:1

subota, 24. travnja

 SAD - 
 Urugvaj                2:0

 Barbados - 
 Trinidad i Tobago 2:2
```

Završna ljestvica skupine "B":
| Djevojčad         | Ut | Pb | N | Pz | Pr | Ps | RP  | Bod |
| ----------------- | -- | -- | - | -- | -- | -- | --- | --- |
| SAD               | 3  | 3  | 0 | 0  | 18 | 1  | +17 | 9   |
| Urugvaj           | 3  | 2  | 0 | 1  | 6  | 3  | +3  | 6   |
| Barbados          | 3  | 0  | 1 | 2  | 4  | 14 | −10 | 1   |
| Trinidad i Tobago | 3  | 0  | 1 | 2  | 2  | 12 | −10 | 1   |

## Doigravanje

### za poredak od 5. – 8. mjesta
```
nedjelja, 25. travnja

 Čile - 
 Trinidad i Tobago            4:2

 Barbados - 
 Niz. Antili              3:0

* za 7. mjesto

utorak, 27. travnja

 Niz. Antili - 
 Trinidad i Tobago     4:2

* za 5. mjesto

ponedjeljak, 26. travnja

 Barbados - 
 Čile                     2:5
```

### Za odličja
- poluzavršnica

```
utorak, 27. travnja

 Argentina - 
 Urugvaj                11:0

 SAD - 
 Kanada                        4:3
```

- za brončano odličje

```
 Kanada - 
 Urugvaj                    5:0
```

- za zlatno odličje

```
 Argentina - 
 SAD                     3:0
```

## Završni poredak
| Mj. | Djevojčad         |
| --- | ----------------- |
| 1.  | Argentina         |
| 2.  | SAD               |
| 3.  | Kanada            |
| 4.  | Urugvaj           |
| 5.  | Čile              |
| 6.  | Barbados          |
| 7.  | Nizozemski Antili |
| 8.  | Trinidad i Tobago |

| Osvajačice Panameričkog kupa 2004. |
| ---------------------------------- |
| Argentina Drugi naslov             |

## Nagrade i priznanja
| najbolji strijelac | najbolja igračica | najbolja vratarka               |
| ------------------ | ----------------- | ------------------------------- |
| Vanina Oneto       | Luciana Aymar     | Charlotte Hartmans van de Rijdt |

## Vanjske poveznice
- (engl.) PAHF-ove službene stranice  Arhivirana inačica izvorne stranice od 2. listopada 2009. (Wayback Machine)